# يانا أوسكوفا
يانا أوسكوفا (الروسية: Ускова, Яна Викторовна) مواليد 28 سبتمبر 1985 في مايكوب، روسيا، هي لاعبة كرة يد روسية تلعب كجناح أيمن. مثلت منتخب روسيا لكرة اليد للسيدات. شاركت في دورة الألعاب الأولمبية الصيفية سنة 2008.

## سجل المنافسة
شاركت في البطولات التالية:
- بطولة العالم لكرة اليد للسيدات 2011
- بطولة أوروبا لكرة اليد للسيدات 2014

## الميداليات
| الميدالية | المسابقة                       |
| --------- | ------------------------------ |
| فضية      | الألعاب الأولمبية الصيفية 2008 |

## روابط خارجية
- يانا أوسكوفا على موقع الاتحاد الأوروبي لكرة اليد (الإنجليزية)
- يانا أوسكوفا على موقع أوليمبيديا (الإنجليزية)